# Oiseau vert
 (juin 2024).
Si vous disposez d'ouvrages ou d'articles de référence ou si vous connaissez des sites web de qualité traitant du thème abordé ici, merci de compléter l'article en donnant les références utiles à sa vérifiabilité et en les liant à la section « Notes et références ».
Zosterops olivaceus
Pour les articles homonymes, voir L'Oiseau vert (homonymie).
Espèce
Statut de conservation UICN

 LC  : Préoccupation mineure
L'Oiseau vert ou Zostérops de la Réunion (Zosterops olivaceus) est aussi appelé Oiseau-lunettes vert. C'est une espèce d'oiseau forestier endémique de La Réunion. C'est une espèce monotypique.

## Description
Son plumage est de couleur vert olive sur le dos et jaune sur le croupion, gris sur le ventre et noir sur la tête. Son œil est entouré d'un cercle de plume blanches. Le mâle et la femelle sont indifférenciés.

## Habitat
Cet oiseau vit dans les forêts de bois de couleurs[Quoi ?] des hauts, entre 500 et 2 500 mètres. Il se rencontre fréquemment dans le Parc national de La Réunion ou encore dans la forêt de Bélouve. Il aime les endroits où poussent les fleurs jaunes. Son bec fin et légèrement recourbé lui permet d'atteindre le nectar des fleurs.

## Comportement
L'oiseau vert est toujours en mouvement. Il supporte difficilement la présence de congénères et peut se montrer agressif.

## Régime alimentaire
L'oiseau vert est essentiellement nectarivore mais il se nourrit également de pulpe de fruits et d'insectes.

## Reproduction
La reproduction a lieu de juin/juillet à janvier. La femelle pond 2 à 3 œufs dans un nid en forme de coupe composé de brindilles, de duvet et de mousses. Plusieurs couples peuvent cohabiter dans le seul et même nid couvant tour à tour les nichées de leur colocataires.

## Histoire
En 1760, le zoologiste français Mathurin Jacques Brisson a inclus une description de l'oiseau vert de la Réunion dans son Ornithologie basée sur un spécimen qui avait été amené à Paris depuis l'Île Bourbon (aujourd'hui La Réunion), mais que Brisson croyait à tort avoir été collecté à Madagascar. Il a utilisé le nom "Le grimpereau olive de Madagascar" et le latin "Certhia Madagascariensis Olivaceus". Bien que Brisson ait inventé des noms latins, ceux-ci ne sont pas conformes au système de nom binomial et ne sont pas reconnus par la Commission internationale de nomenclature zoologique. Lorsqu'en 1766 le naturaliste suédois Carl Linnaeus mit à jour son Systema Naturae pour la douzième édition, il y ajouta 240 espèces précédemment décrites par Brisson. L’un d’eux était Oiseau vert de la Réunion. Linnaeus a inclus une brève description, a inventé le nom binomial Certhia olivacea et a cité le travail de Brisson. Il a suivi Brisson et a donné le lieu type comme Madagascar au lieu de la Réunion. Cette espèce est maintenant placée dans le genre Zosterops introduit par les naturalistes Nicholas Vigors et Thomas Horsfield en 1827. Il n'existe aucune sous-espèce reconnue.

### Informations complémentaires
- Liste des espèces d'oiseaux de La Réunion.
- Faune endémique de La Réunion.